# Navadna snežna bolha
Navadna snežna bolha (znanstveno ime Boreus hyemalis) je žuželka iz družine snežnih bolh, ki je razširjena tudi v Sloveniji.

## Opis
Dolžina telesa pri odraslih znaša med 3 in 4,5 mm. Po obliki spominjajo na ličinko kobilice ali murna in ravno tako skačejo z dolgimi nogami. Pri samcih so krila spremenjena v štiri nekoliko ukrivljene podolgovate štrclje, samice pa imajo namesto kril le dve zakrneli luskici. Samičin zadek se končuje s kratko leglico. Imagi se pojavljajo le v hladnem delu leta, med oktobrom in marcem, ko jih je v večjem številu mogoče pogosto opaziti tudi na snegu. V tem času se parijo, samice pa izležejo jajčeca. Iz jajčec se poleti izležejo ličinke, ki se septembra v luknje, kjer se v skupinah zabubijo. 
Odrasle snežne bolhe se hranijo z rastlinicami in drobnimi mrtvimi živalcami.